# Elsa y Fred
Elsa y Fred és una pel·lícula argentina-espanyola de comèdia dramàtica de 2005 dirigida per Marcos Carnevale i protagonitzada per China Zorrilla, Manuel Alexandre, Blanca Portillo i Roberto Carnaghi.
La pel·lícula narra les històries de dos ancians: Elsa, una dona argentina que viu en Madrid i Alfredo, un vidu espanyol que es muda al mateix edifici que Elsa. Després d'un incident quotidià, els dos ancians comencen a conèixer-se i entre ells neix un romanç que tots dos veuen com l'última oportunitat de ser felices.

## Sinopsi
El dia en què Alfredo (Manuel Alexandre) es muda a un modern edifici de Madrid ajudat per la seva filla Cuca (Blanca Portillo), Elsa (China Zorrilla) xoca el cotxe d'aquesta última per accident i es dona a la fugida. Però el fill de Cuca la veu i li diu a la seva mare qui és la responsable de l'abonyegadura i els fars trencats.
Gabriel (Roberto Carnaghi), el fill d'Elsa s'ofereix a pagar els danys ocasionats signant un xec. La dona se l'emporta a Alfredo perquè li ho doni a la seva filla però inventa que en realitat necessita els diners per a ajudar el seu fill menor que té cinc nens. L'ancià decideix pagar ell mateix la reparació i Elsa li agraeix convidant-lo a menjar a la seva casa.
La solitud que tots dos experimenten aviat fa un vincle que evoluciona fins a convertir-se en amor, malgrat les inicials resistències d'Alfredo, qui segueix afectat per la recent mort de la seva esposa. Elsa decideix prendre la davantera en la relació i fer que l'ancià visqui totes aquestes coses que mai es va permetre.

## Repartiment
- China Zorrilla… Elsa
- Manuel Alexandre… Fred
- Blanca Portillo… Cuca
- José Ángel Egido… Paco
- Omar Muñoz… Javi
- Roberto Carnaghi… Gabriel
- Carlos Álvarez-Nóvoa… Juan
- Gonzalo Urtizberéa… Alejo
- Fanny Gautier… Laura
- Federico Luppi… Pablo
- Tomás Sáez… Goyo
- Manolo Solo… Doctor 2
- Julián Villagrán… Doctor 1
- Roberto Mosca… Conserge
- Fabrizio Meschini… Grum

## Producció
Elsa y Fred és la tercera pel·lícula dirigida per Marcos Carnevale, realitzador comunament vinculat a l'àmbit televisiu argentí per ficcions com Soy gitano i Hombres de honor.
El seu objectiu en realitzar la pel·lícula va ser:
| « | «rescatar la idea de l'amor a qualsevol edat, d'una manera pura i sense caure en els estereotips de la vellesa». | » |

El director també buscava homenatjar a Federico Fellini amb aquesta cinta, director al qual admira i amb el qual va tenir contacte per carta.

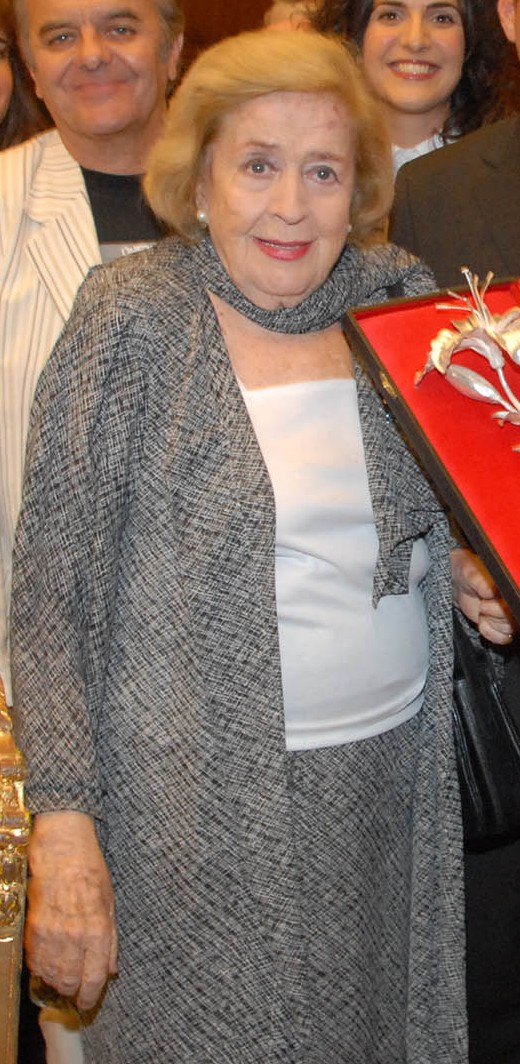
China Zorrilla.

La pel·lícula es va rodar entre el 22 de febrer de 2005 i el 12 d'abril del mateix any. La filmació va haver de concloure un dia abans de l'esperat a causa de les restriccions imposades després de la mort de papa Joan Pau II, que es va produir el mateix dia en què l'equip va arribar a la ciutat de Roma, on havien de filmar l'escena de la font que emula a La dolce vita. El cost de la producció va rondar els 2 milions d'euros. Les filmacions van tenir lloc a Madrid, on ocorre la major part de la pel·lícula i després a Roma.
La cançó Hoy puede ser un gran día, de Joan Manuel Serrat, és usada com leit-motiv del film, presentant-se en una escena a l'inici del mateix i durant els crèdits finals.
L'actriu uruguaiana China Zorrilla va comentar sobre el seu personatge:
| « | És que és una història tan ben escrita per Marcos Carnevale... Si no fos així, Elsa seria una vella insorportable, forassenyada. Però té gràcia i molta tendresa. I té bastantes coses meves, per exemple, el tipus d'humor. | » |

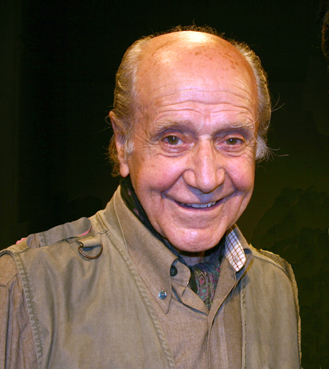
Manuel Alexandre, qui interpreta Alfredo.

Per part seva, Manuel Alexandre, l'altre protagonista també va donar la seva visió sobre la pel·lícula:
| « | Tota la pel·lícula té contrapunt d'emoció i a vegades d'ironia. Amb China ha estat senzillíssim aconseguir-ho; amb només mirar-nos ja estàvem en situació tal com indicava el guió, però sense res d'això que avui es coneix com a «motivació», fora per riure'ns, fora per plorar. | » |

## Repercussió
La pel·lícula va tenir una notable presència en la taquilla argentina arrencant en el setè lloc entre les pel·lícules més vistes, pujant més amunt en l'escala en les subsegüents setmanes. Al 6 de novembre de 2005 havia aconseguit més de mig milió d'espectadors. La pel·lícula va arribar a estar en cartellera més d'un any als cinemes de Puerto Rico, tenint així un gran èxit comercial en aquesta illa del Carib. Marcos Carnevale va indicar que "La pel·lícula ha estat un gran èxit en molts llocs del món... Això de Puerto Rico és més que un èxit, és un succés... és un fenomen." A Espanya es va estrenar l'11 de novembre de 2005 i va ser presentada al festival de cinema de Valladolid on va tenir bastant èxit,i fou vista finalment per un total de 124.573 espectadors i aconseguint una recaptació acumulada de 625.817,87 euros. Als Estats Units es va estrenar el 27 de juny de 2008 recaptant al final 189.024 dòlars. La seva recaptació mundial ascendeix a 2.985.837 dòlars, encara que no s'han comptabilitzat les dades de Puerto Rico.

## Adaptacions
En Mèxic es va estrenar la versió teatral de la pel·lícula el 21 d'abril de 2010, dirigida per José Solé. El personatge d'Elsa anava a ser interpretat per Carmen Montejo però a causa del seu estat de salut va ser interpretat per Beatriz Aguirre mentre que el personatge de Fred va ser interpretat per Ignacio López Tarso; entre la resta del repartiment es troben Aarón Hernán, José Elías Moreno, Robin Vega, Cecilia Gabriela i Luis Couturier.
Als Estats Units es va realitzar una remake en 2014, protagonitzada per Christopher Plummer i Shirley MacLaine en els papers d'Alexandre i Zorrilla.Està produïda pels argentins Nicolás Veinberg i José Levy, els mexicans Matthías Ehrenberg i Ricardo Kleinbaum i el porto-riqueny Osvaldo Rios.

## Premis i nominacions
| Any                                   | Premi                                            | Categoria                           | Receptor (és)                                   | Resultat   |
| ------------------------------------- | ------------------------------------------------ | ----------------------------------- | ----------------------------------------------- | ---------- |
| 2006                                  | Premis Còndor de Plata                           | Millor pel·lícula                   | -                                               | Nominada   |
| 2006                                  | Premis Còndor de Plata                           | Millor actriu                       | China Zorrilla                                  | Guanyadora |
| 2006                                  | Premis Còndor de Plata                           | Millor guió original de ficció      | Marcos Carnevale Marcela Guerty Lily Ann Martin | Nominats   |
| 2006                                  | Premis Còndor de Plata                           | Millor música                       | Lito Vitale                                     | Nominat    |
| 2006                                  | Premis Còndor de Plata                           | Millor vestuari                     | Nereida Bonmatí                                 | Guanyadora |
| 2006                                  | Medalles del Cercle d'Escriptors Cinematogràfics | Millor actor                        | Manuel Alexandre                                | Nominat    |
| 2006                                  | Medalles del Cercle d'Escriptors Cinematogràfics | Millor actriu                       | China Zorrilla                                  | Nominada   |
| Premis Goya de 2006                   | Premis Goya                                      | Millor actor protagonista           | Manuel Alexandre                                | Nominat    |
| 2006                                  | Premi Sant Jordi de Cinematografia               | Millor actor espanyol               | Manuel Alexandre                                | Guanyador  |
| Premis de la Unión de Actores de 2006 | Premis de la Unión de Actores y Actrices         | Millor actor protagonista de cinema | Manuel Alexandre                                | Guanyador  |